# CANT Z.1010
Il CANT Z.1010 "Balilla" era un monomotore da turismo ad ala alta realizzato dalla divisione aeronautica dell'azienda italiana Cantieri Riuniti dell'Adriatico negli anni trenta e rimasto allo stadio di prototipo.
Il modello venne proposto alla Reale Unione Nazionale Aeronautica (RUNA) non ottenendo però alcun interesse da parte dell'ente; quindi, dopo aver perso l'unico esemplare costruito in un incidente, l'azienda decise di non costruire altri esemplari.

## Storia del progetto
All'inizio del 1935 la Regia Aeronautica espresse l'esigenza di poter disporre di un nuovo velivolo da turismo di costruzione interamente lignea per poter partecipare al Raduno Internazionale del Littorio che si sarebbe svolto nell'ottobre dello stesso anno. A tale scopo sollecitò la CRDA ed il suo capo progettista, l'ingegner Filippo Zappata, ad elaborare un progetto atto allo scopo e che rispondesse alle specifiche di progetto, ben conoscendo che l'adozione del legno come materia di costruzione era soluzione tecnica che prediligeva.
Il nuovo modello, che assunse la designazione aziendale CANT Z.1010, era caratterizzato dall'adozione di una fusoliera a guscio che integrava una cabina di pilotaggio chiusa dotata di cinque posti a sedere destinati al pilota ed a quattro passeggeri, una configurazione alare monoplana ad ala alta e carrello d'atterraggio fisso.
Data la sollecitazione da parte dell'autorità militare, la costruzione del prototipo, al quale venne assegnata la matricola aziendale nc.339 e successivamente la MM.344 da parte delle autorità militari, iniziò in breve tempo e si concluse in pochi mesi. Ai comandi del pilota collaudatore Mario Stoppani venne portato in volo per la prima volta il 14 agosto con buoni risultati e la CRDA proseguì i voli di collaudo per conto del RUNA immatricolandolo, dal 21 agosto, con marche civili I-ABLB adottando in quell'occasione il nome "Balilla".
Successivamente venne utilizzato in manifestazioni e competizioni aeree fino alla sua completa distruzione a causa di un incidente. Dato il disinteresse riscontrato dal mercato, i CRDA ritennero di non avviare la costruzione di un secondo esemplare ed il suo sviluppo venne arrestato.

## Tecnica
Il CANT Z.1010 era un velivolo di aspetto, per l'epoca, moderno che riproponeva l'impostazione tipica dei pari ruolo del periodo: monomotore monoplano ad ala alta e carrello fisso.
La fusoliera, realizzata in legno con rivestimento di pannelli in compensato, era caratterizzata costruzione a guscio ed integrava una cabina di pilotaggio chiusa, dotata di numerosi finestrini che garantivano una buona visione da parte dei suoi occupanti, dove potevano trovare posto il pilota ed altri quattro membri dell'equipaggio. Posteriormente terminava in un impennaggio classico monoderiva.
La configurazione alare era monoplana, con ala longherone a pianta ellittica montata alta sulla fusoliera e controventata da una struttura tubolare basata su due montanti obliqui principali.
Il carrello d'atterraggio era fisso, con le gambe di forza anteriori collegate alla fusoliera tramite elementi ammortizzati che integravano le ruote dotate di carenatura, integrato posteriormente da un pattino d'appoggio anch'esso ammortizzato.
La propulsione era affidata ad un motore Alfa Romeo 110-I, un quattro cilindri in linea rovesciato raffreddato ad aria, in quella versione il de Havilland Gipsy Major realizzato su licenza dall'Alfa Romeo Milano, in grado di erogare una potenza pari a 120 CV (89 kW), posizionato all'apice anteriore della fusoliera, racchiuso da un cofano metallico ed abbinato ad un'elica bipala a passo fisso dotata di ogiva prodotta anch'essa dall'Alfa Romeo.

## Impiego operativo
Il prototipo venne utilizzato dallo stesso Stoppani durante il raid del Littorio dell'ottobre 1935 ottenendo risultati incoraggianti, tuttavia la Runa non espresse alcun interesse per il modello e anche se venne nuovamente utilizzato a manifestazioni aeree la CRDA non ottenne alcun contratto di fornitura.
Nel 1936 lo Z.1010 "Balilla" venne iscritto al prestigioso Circuito Sahariano, ma durante una delle prove della competizione subì un grave incidente che ne rese impossibile il recupero.

## Utilizzatori
Italia
- Cantieri Riuniti dell'Adriatico